# كلمة (السودان)

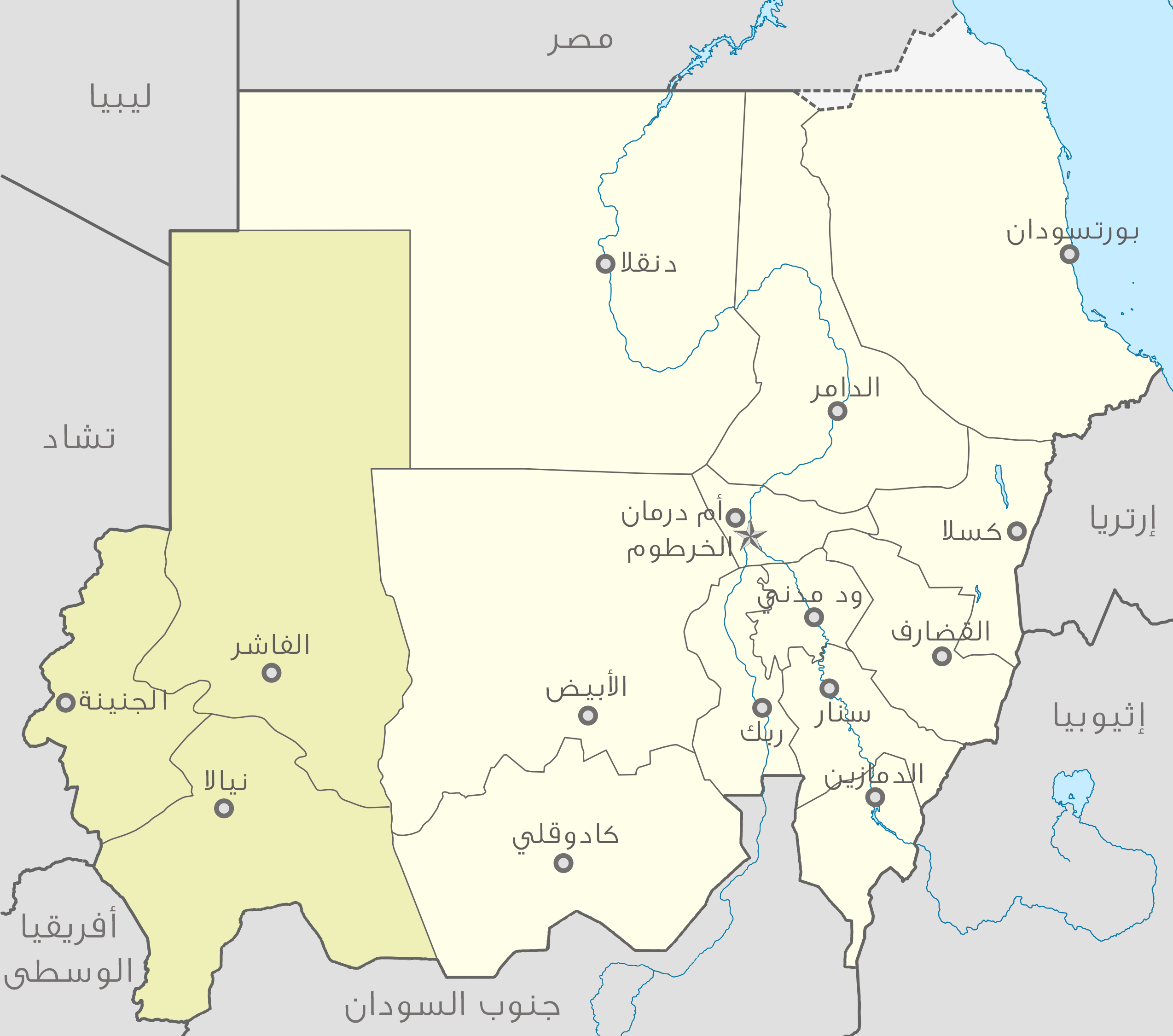
الولايات الثلاث المكونة لدارفور داخل السودان

كلمة هو معسكر لإعادة توطين السكان في منطقة دارفور في السودان، يقع علي بعد 17 كيلومتر من نيلا، السودان. تشير التقديرات إلى وجود أكثر من 90 ألف ساكن في المخيم في عام 2007. معطم السكان، إن لم يكن جميعهم، موجودون هناك بسبب الحرب في دارفور.